# Carìa
Carìa è una frazione del comune di Drapia, in provincia di Vibo Valentia di 651 abitanti. Caratteristico borgo che sorge a un'altitudine di circa 442 m s.l.m. immerso in piena macchia mediterranea.

## Geografia fisica
Sorge su una delle colline che da Monteporo (700 m) si protendono e si affacciano sul Mar Tirreno. Carìa è attraversata dalla strada Provinciale 17 che collega la città di Vibo Valentia con Tropea, che dista da Carìa 6 km.

## Origini del nome
L'origine del nome è dubbia e gli studiosi ne danno interpretazione varia. Per alcuni deriverebbe dalla valle vicina, Caria a valle dicta. Per altri deriverebbe dal greco charieis, "grazioso", quindi "paese grazioso". Per altri ancora, dal greco Karyà, "noce" quindi "paese delle noci". In molti sostengono che il nome sia stato dato al paese da alcuni coloni greci che stabilitisi in località Torre Galli, abbiano voluto dare alla contrada il nome Carìa in ricordo della terra natia, infatti in Asia Minore esiste una regione storica chiamata Caria.

## Storia
Carìa è legata alla storia della città di Tropea nella cui "massa" ricadeva e della quale era uno dei 24 casali. Il sito di ubicazione attuale è differente rispetto al passato: un lento e incessante smottamento, ancora in atto e visibile nel maestoso burrone detto "a timpa" che guarda verso Spilinga, intorno alla prima metà del Seicento la inghiottì completamente, cancellando le tracce della chiesa, di molti palazzi e della torre della famiglia Galluppi. Quest'ultima torre con ogni probabilità serviva per stabilire un contatto visivo con la Torre Marrana, collocata più verso il mare, in comune di Ricadi e parte del sistema difensivo e di avvistamento dalle incursioni saracene.
Fino alla venuta dei francesi di Napoleone Bonaparte fu uno dei 24 casali di Tropea, nel 1811 durante la dominazione francese, con l'istituzione dei Comuni diventò parte del Comune di Drapia, comune di nuova istituzione, col ritorno dei Borbone l'assetto dato dai francesi venne mantenuto.

## Territorio
Il territorio di Carìa ha la fortuna di essere circondato quasi completamente da una vastissima distesa di boschi con una variegata tipologia di alberi che vanno dal castagno, alla quercia, al leccio, al pino ed all'acacia, si presta di conseguenza alla possibilità di escursioni.

## Edifici e monumenti
La Chiesa Parrocchiale della Trasfigurazione, sorta nel 1660, modificata e ampliata più volte, oltre al quadro della Trasfigurazione custodisce un tabernacolo in marmo intarsiato di notevole bellezza proveniente, secondo a tradizione locale, dal distrutto monastero di San Sergio e Bacco di Drapia.
La Chiesa della Beata Vergine Maria del Monte Carmelo consacrata il 16 luglio 1906 per la popolazione cariese costituisce un vero e proprio santuario. Al suo interno è custodita sull'altare maggiore la veneratissima effigie della Madonna del Carmelo, patrona del paese, verso la quale i cariesi nutrono una profonda devozione.
Il Castello Galluppi-Toraldo è un'interessante struttura in serio pericolo di sopravvivenza e acquisita al patrimonio comunale in data 20 luglio 2009, appartenuta alla famiglia Galluppi e residenza estiva di Pasquale Galluppi, filosofo tropeano che amava passare a Carìa le sue estati. Ora diventato un suggestivo Complesso Monumentale e sede della biblioteca comunale, del Museo e con annesso Centro Congressi. È in fase di recupero e restauro l'imponente giardino storico.
Suggestiva è pure la vasca deposito con annesso fontanile, adiacente alla chiesa della Madonna di Monte Carmelo, risalente agli anni trenta del secolo scorso, ritenuta, qualificata e vincolata dalla Soprintendenza come manufatto "tipico" dello stile architettonico del periodo di costruzione, rappresenta una documentazione viva di una svolta epocale, poiché fu il primo manufatto che addusse l'acqua potabile alla comunità locale, la quale da secoli era costretta ad approvvigionarsi di acqua a dorso d'asino dalla non vicina fonte di Sant'Agasi.
Scendendo verso Tropea lungo la suggestiva e panoramica S.P. 17 si incontra, in uno slargo sulla destra, la fontana di "Sant'Agata" volgarmente detta Sant' Agasi, di questa sorgente che riforniva la vicina Tropea si hanno notizie fino dal 1400 in quanto era parte del sistema idrico della Città di Tropea.
Nella pittoresca vallata tra Carìa e Spilinga si trova la grotta di San Leo (detta volgarmente Santu Liu), una delle poche grotte eremitiche basiliane affrescate rimaste in Calabria.
Ampie necropoli tardo romane, prevalentemente scavate nella roccia, si trovano in località Cardillo, Saracinò, Massarìa, Cozzupòdi.
Salendo verso Vibo Valentia lungo la S.P. 17 sulla sinistra si erge Torre Galli, residenza di campagna della famiglia Galli di Tropea, poco più avanti nella vasta distesa del Poro a destra e sinistra del tratto rettilineo della S.P. 17, nel 1923 il grande archeologo Paolo Orsi ritrovò una necropoli dell'età del ferro la più importante di tutto il Mediterraneo. Molti dei reperti rinvenuti si possono ammirare oggi nel Museo Nazionale di Reggio Calabria.

## Prodotto tipico
Il prodotto tipico di Carìa è la sujaca (detta anche suriaca), ovvero i fagioli. Vengono coltivati sulla piana del Poro, e sono unici nel loro genere.

## Tradizioni del borgo
- Festa di Maria Santissima del Carmelo - 14-15-16 luglio
- Festa del Santissimo Salvatore-  6 agosto
- Festa del Rosario - seconda domenica d'ottobre
- Passione vivente - Domenica delle palme
- Sagra da sujaca - 6 agosto
- Fiera Madonna del Carmelo - 10 maggio.

## Sagra da Sujaca
Manifestazione popolare che si svolge puntualmente da ormai 45 anni a Carìa nella serata del 6 agosto. Manifestazione enogastronomica di grande richiamo è una delle più longeve sagre del Vibonese, nata nell'agosto del 1978 da un gruppo di giovani cariesi. Manifestazione dedicata al prodotto tipico di Carìa, i fagioli detti in vernacolo locale sujaca. Quando l'economia locale era prevalentemente contadina esso ha rappresentato il sostentamento quasi quotidiano della comunità sostituendo egregiamente la carente carne.
Nella serata del 6 agosto oltre ai fagioli cucinati tradizionalmente nelle diverse salse, vengono distribuiti altri prodotti tipici locali: 'nduja, cipolla, pane casereccio.
Questo prodotto assume, specie se degustato nella frazione in cui è coltivato, tutta una sua tipicità dovuta principalmente alle caratteristiche del terreno in cui matura e poi per la modalità di cottura: a fuoco lento di legna dentro una pignata di terra cotta;
durante la non breve cottura all'evaporare dell'acqua ne va aggiunta altra sempre alla stessa temperatura, tipica è l'aggiunta di uno spicchio d'aglio (che non va poi mangiato) ovvero di un peperoncino piccante che può essere poi mangiato (ma solo da veri calabresi).
In estate si suole accompagnare a"sujaca" con la cipolla rossa di Tropea e peperoni arrostiti mentre durante l'inverno diventano sue fatali compagne le erbette di campo condite con olio crudo di cui Carìa è eccellente produttrice.
Spettacoli folkloristici, ballo dei giganti, ballu du camejuzzu, i focu (spettacolo pirotecnico) e tradizionali bancarelle.
La sagra viene gestita da un comitato appositamente costituito e i fagioli degustati nella sagra vengono offerti e cucinati dalle famiglie di Carìa.